# Миша Алексић
Мирослав Алексић (Београд, 16. август 1953 — Београд, 29. новембар 2020) био је српски музичар. Био је најпознатији бас гитариста српског и југословенског рок бенда Рибља Чорба.

## Биографија
Миша Алексић је започео своју каријеру 1970. године у бенду под називом „Ројали” као бас гитариста и вокалиста. Године 1970. бенд је освојио друго мјесто на такмичењу у организацији уредника емисије Радио Београд „Вече уз радио”.
Године 1971. Алексић је отишао у Сједињене Америчке Државе гдје је матурирао на Пајксвил хај скулу у Пајксвил. Са осталим студентима основао је рокабили бенд Шај-Мух-Фух (скраћеница из Шит мадерфакер, ен:Shit Motherfucker).
Под утицајем музике Гранд фанк рејлроада, Дип парпла и Лед цепелина, након повратка у Југославију, Алексић је формирао бенд СОС са Драганом Штуловићем (гитара), Драган Тасић (гитара) и Стеван Стевановић (бубњеви). Након што је Ташић напустио бенд, СОС је наставио да наступа као трио. Штуловић и Стевановић су 1977. године напустили бенд и замјенили су их Рајко Којић и Вицко Милатовић. Алексић, Којић и Милатовић су 1978. године формирали бенд Рибљу Чорбу са бившим вокалом бенда Рани мраз Бором Ђорђевићем.
Током своје каријере Алексић је писао пјесме за Здравка Чолића, Биљану Петровић, Џези бел, Милорада Мандића и Рун го. Такође, био је продуцент албума и продуцирао је поред албума Рибље чорбе, и албуме за бендове Ратници подземља, Џези бел, Минђушари, Рун го и Прозор.
Миша Алексић је преминуо 29. новембра 2020. од последица ковидa 19.
Постхумно му је објављен роман Преко трња.

## Дискографија

### Рибља чорба

#### Студијски албуми
- Кост у грлу (1979)
- Покварена машта и прљаве страсти (1981)
- Мртва природа (1981)
- Бувља пијаца (1982)
- Вечерас вас забављају музичари који пију (1984)
- Истина (1985)
- Осми нервни слом (1986)
- Ујед за душу (1987)
- Прича о љубави обично угњави (1988)
- Коза ностра (1990)
- Лабудова песма (1992)
- Збогом, Србијо (1993)
- Остало је ћутање (1996)
- Нојева барка (1999)
- Пишање уз ветар (2001)
- Овде (2003)
- Минут са њом (2009)
- Узбуна (2012)
- Да тебе није (2019)

### Уживо албуми
- У име народа (1982)
- Нема лажи, нема преваре - Загреб уживо '85 (1995)
- Од Вардара па до Триглава (1996)
- Београд, уживо '97 - 1 (1997)
- Београд, уживо '97 - 2 (1997)
- Гладијатори у БГ Арени (2007)
- Нико нема овакве људе! (2010)
- Концерт за бригадире (2012)